# هوگو دی پینز
هوگو دی پینز (فرانسوی:Hugues de Payns)، (زاده:۱۰۷۰-مرگ ۲۴ می ۱۱۳۶) به همراه برنارد کلروو از مؤسسان شوالیه‌های معبد می‌باشد.